# 머리긴근
머리긴근(longus capitis muscle, 라틴어로 '머리의 긴 근육'을 의미, rectus capitis anticus major) 또는 두장근(頭長筋)은 앞척주근육에 속하는 목의 깊은 근육이다. 셋째, 넷째, 다섯째, 여섯째 목뼈 가로돌기의 앞결절에서 네 개의 가느다란 힘줄들로 시작한다. 그 후에는 위로 올라가 반대편 머리긴근과 합쳐져 뒤통수뼈 바닥부분의 아랫면에 닿는다. 위쪽에서는 넓고 두꺼우며 아래쪽에서는 좁다.
목신경얼기의 가지(C1-C3의 근육가지)가 머리긴근에 분포한다.
한쪽 머리긴근만 작용하면 머리와 목을 가쪽으로 굽히며, 같은 쪽으로 머리를 돌린다. 양쪽 머리긴근이 동시에 작용하면 머리와 목을 굽힌다.

## 추가 이미지

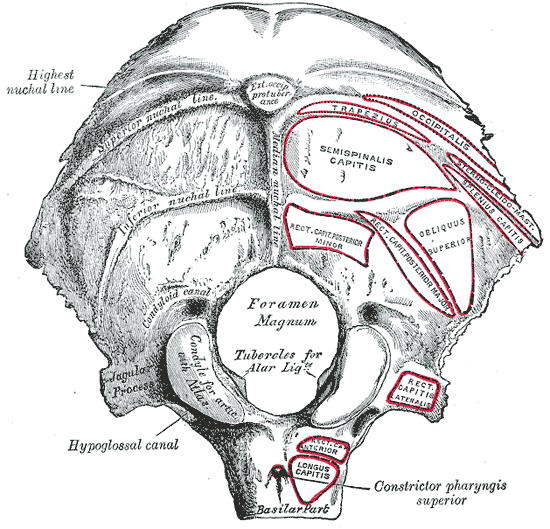
뒤통수뼈 바깥면
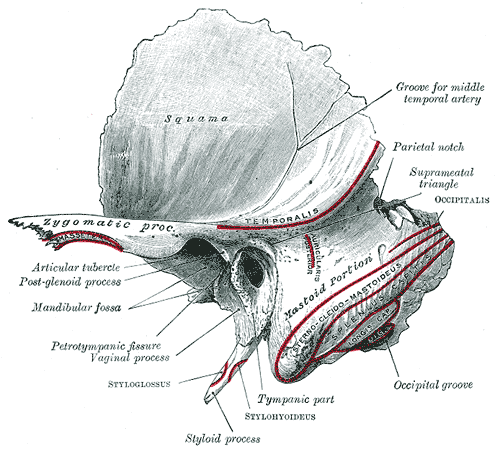
왼쪽 관자뼈 바깥면
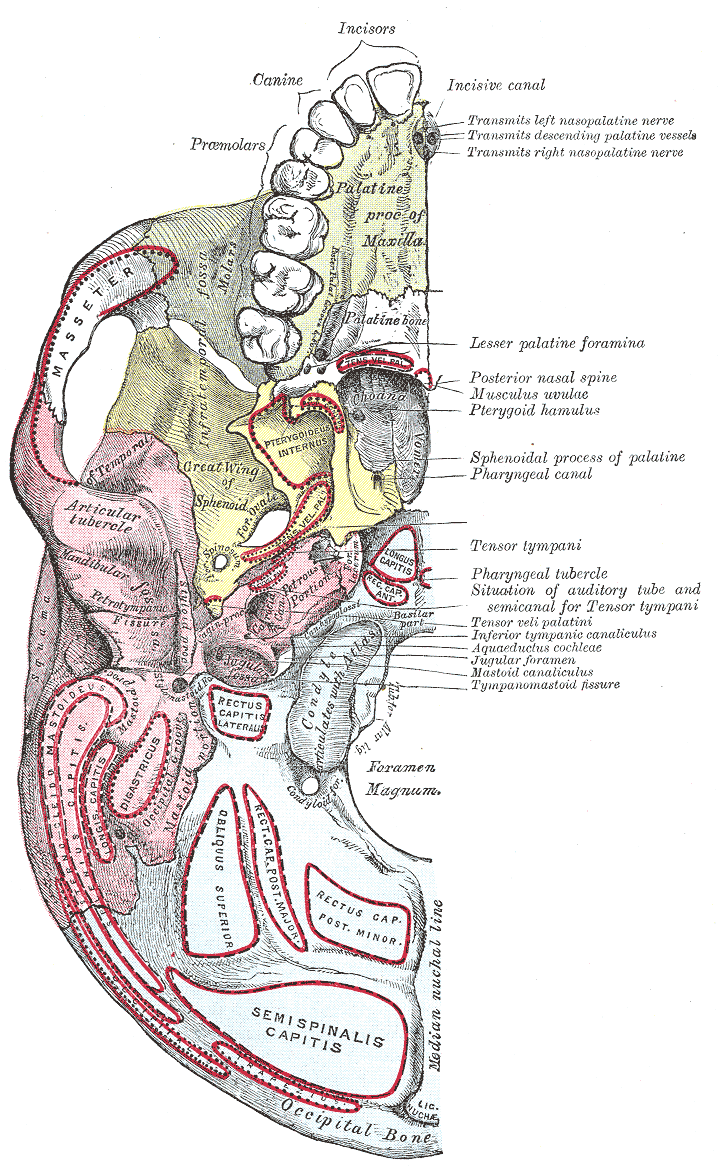
머리뼈바닥 아랫면
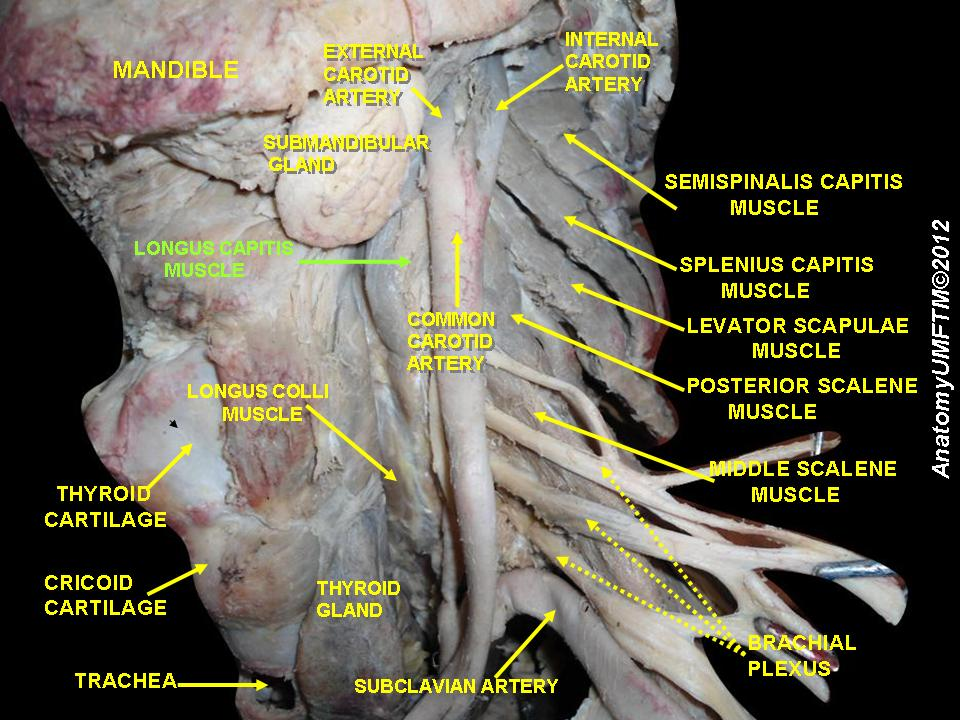
머리긴근
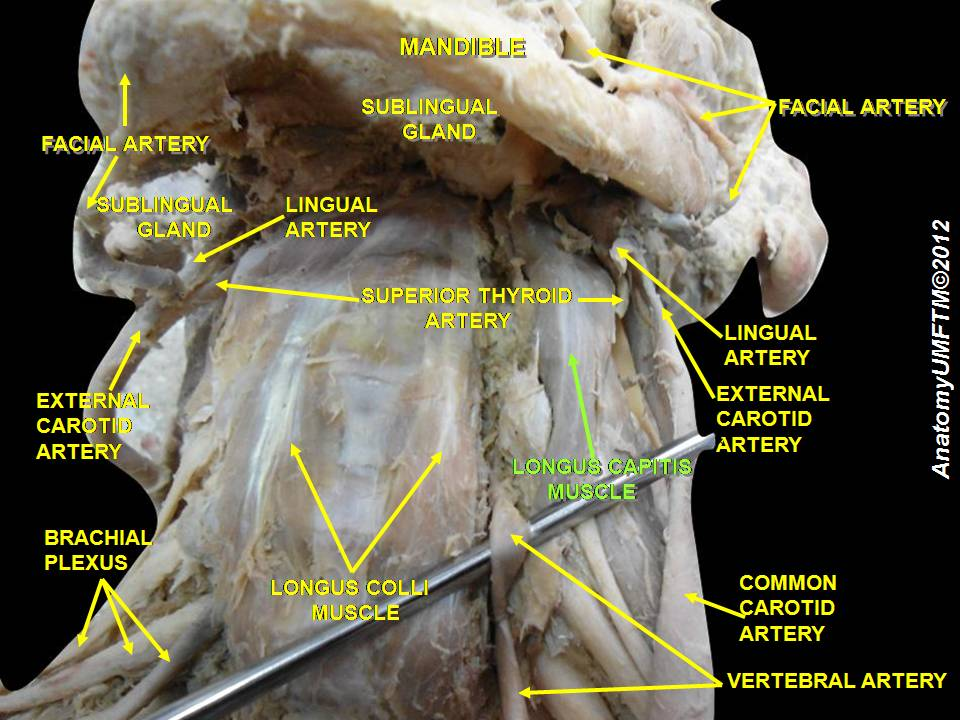
머리긴근

## 참고 문헌
이 문서는 현재 퍼블릭 도메인에 속하는 그레이 해부학 제20판(1918) page 395의 내용을 기초로 작성된 글이 포함되어 있습니다.
1. 1 2  대한해부학회 (2017년 1월 25일). 《국소해부학》 3판. 도서출판 고려의학. 586-588쪽. ISBN 978-89-7043-868-9.
2. ↑  “Longus capitis muscle (Anatomy) - General Practice Notebook”.